# Distretti dell'Iraq
I distretti dell'Iraq rappresentano un livello amministrativo dell'Iraq, in particolare il secondo livello dopo i Governatorati. 
I 19 Governatorati sono globalmente suddivisi in 120 distretti. Nella maggior parte dei casi questi prendono il nome dalla città capoluogo dello stesso.